# Tajna Dimnjaka
Tajna Dimnjaka (izdan 1925.), roman "kraljice krimića" u kojem predstavlja nadnačelnika Battlea. 

## Radnja
Anthony Cade radi u Africi gdje ga susreće stari prijatelj Jimmy McGrath. McGrath traži od Cadea da memoare grofa Stilptitića preda izdavačkoj tvrci u Londonu zbog plaće. McGrath je dobio i pisma Virginije Revel koja ih je pisala u Dimnjacima i zbog toga je bila ucjenjivana. McGrath je tražio da Cade vrati pisma gospođi Revel. Mnogi ljudi su htjeli memoare, no ne vidi vezu s gospođom Revel dok osoba koja ih je pokušala oteti nije pronađena mrtva u kući gđe. Revel. Taj slučaj odvodi Cadea u Dimnjake gdje se događa i drugo ubojstvo. 